# Дрімлюга світлобровий
Дрімлюга світлобровий (Hydropsalis maculicaudus) — вид дрімлюгоподібних птахів родини дрімлюгових (Caprimulgidae). Мешкає в Мексиці, Центральній і Південній Америці.

## Опис

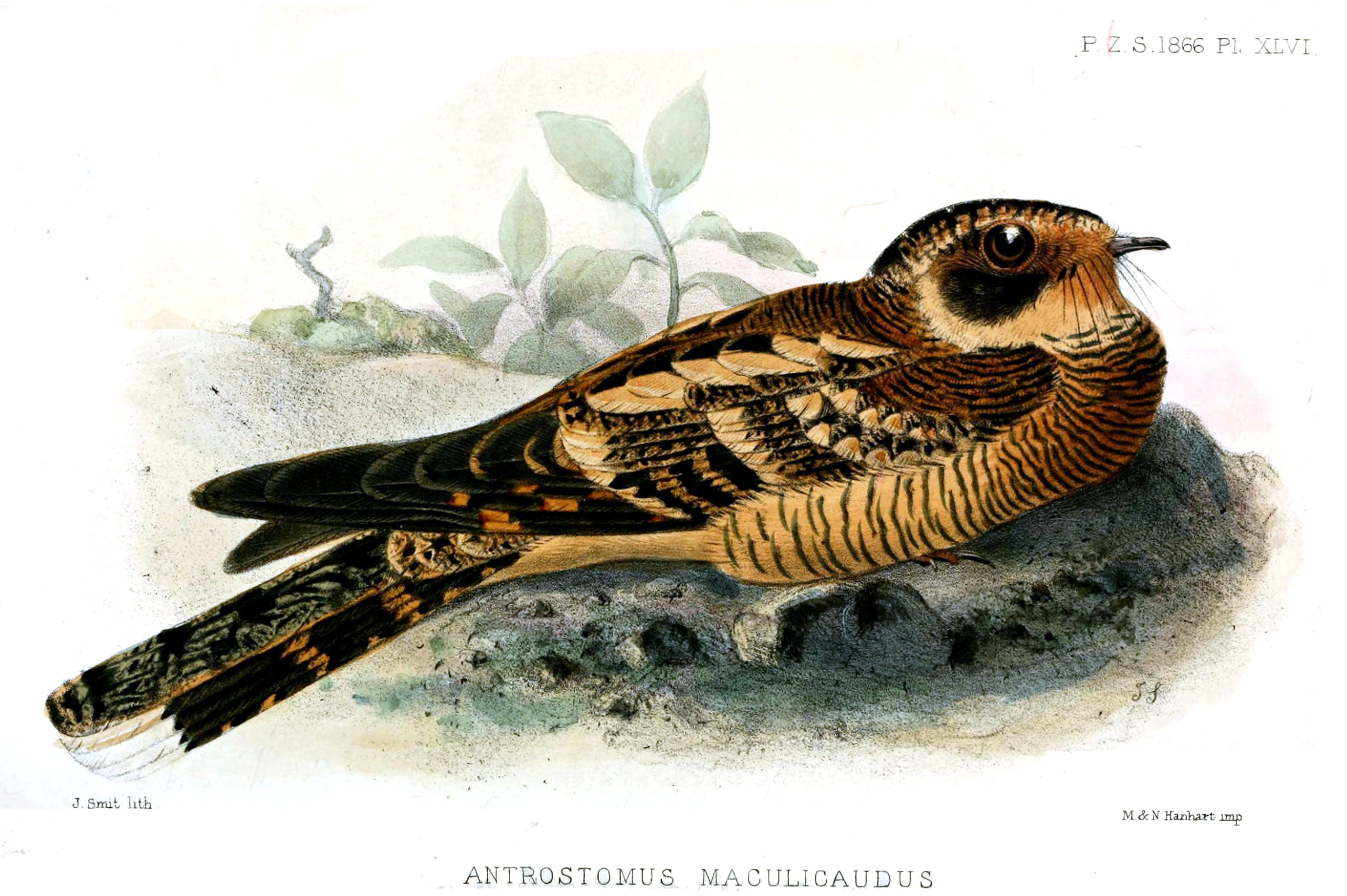
Світлобровий дрімлюга

Довжина птаха становить 19-22 см, самці важать 28-35 г, самиці 26-39 г. Верхня частина тіла коричнева, поцятковане охристими плямками і смужками. тім'я дещо темніше, надхвістя свіліше. Обличчя рудувате або охристе, поцятковане темно-коричневими плямками, на очима широкі охристі "брови", під дзьобом охристі "вуса". На задній частині шиї широкий коричневий "комір". Крила переважно коричневі, поцятковані охристими плямками. Чотири крайні пари стернових пер темно-коричневі з охристими плямами, 2-3 великими білими плямами і (лише у самців) білими з охристим відтінком кінчиками. Центральні стернові пера дещо довші за крайні, переважно сірувато-коричневі, поцятковані коричневими плямками і смужками. Підборіддя, горло і груди світло-коричневі, живіт і боки коричневі.

## Поширення і екологія
Ареал світлобрових дрімлюг дуже фрагментований. Одна популяція мешкає на південному сході Мексики, друга — на сході Гондурасу і півночі Нікарагуа. Ці дві популяції взимку мігрують на південь. Третя популяція мешкає на сході Колумбії, заході Венесуели, крайньому північному сході Бразилії і півночі Еквадору. Четверта популяція мешкає на сході Венесуели та на півночі Гаяни, Суринаму і Французької Гвіани. П'ята популяція мешкає в дельті Амазонки. Шоста популяція мешкає на південному сході Перу, в Болівії, центральній і південно-східній Бразилії, на сході Парагваю і північному сході Аргентини. Світлоброві дрімлюги живуть на сухих і вологих луках, зокрема на заплавних, в саванах і на пасовищах. В Мексиці вони зустрічаються на висоті до 500 м над рівнем моря, в Колумбії на висоті до 400 м над рівнем моря, у Венесуелі на висоті до 1000 м над рівнем моря, в Перу на висоті до 1350 м над рівнем моря. Ведуть нічний спосіб життя. Живляться комахами, яких ловлять в польоті. Сезон розмноження в Мексиці триває з кінця березня по липень, в Суринамі з жовтня пол січень, в Колумюії з кінця лютого по травень.